# Ватинське сільське поселення
Ва́тинське сільське поселення (рос. Ватинское сельское поселение) — сільське поселення у складі Нижньовартовського району Ханти-Мансійського автономного округу Тюменської області Росії.
Адміністративний центр та єдиний населений пункт — присілок Вата.
Населення сільського поселення становить 451 особа (2017; 526 у 2010, 535 у 2002).
Станом на 2002 рік присілок Вата перебував у складі Покурської сільської ради.